# New Noise Designed by a Sadist
New Noise Designed by a Sadist (в пер. с англ. Новая помеха созданная садистом) — шестой студийный альбом британской рок-группы Pop Will Eat Itself, выпущенный 4 октября 2011 года.

## Об альбоме
24 февраля 2010 года было объявлено о том, что Грээм Крэбб намерен выйти из состава группы Vileevils и сконцентрироваться на работе над новым материалом Pop Will Eat Itself: синглом «Axe of Men 2010» и шестым студийным альбомом. Кроме того, Крэбб собрал новый состав для проведения концертного тура. 11 мая 2010 года состоялся релиз сингла «Axe of Men 2010», представлявший собой обновлённую версию одной из самых известных песен Pop Will Eat Itself «Axe of Men».
Летом 2010 музыканты начали запись нового альбома, которая продлилась до осени 2011 года. Роль продюсера пластинки взял на себя лидер Pop Will Eat Itself Грээм Крэбб. При записи музыкантами был сделан больший упор на дисторшн и различные электронные эффекты. Также на альбоме можно проследить некоторые элементы драм-н-бейса. Релиз пластинки под названием New Noise Designed by a Sadist состоялся 4 октября, после чего группа отправилась в гастрольный тур.
Критиками New Noise Designed by a Sadist был воспринят смешанно. Обозреватель AllMusic Джон О’Брайен в своей рецензии написал, что время гребо-исполнителей давно прошло, тем не менее он добавил: «Pop Will Eat Itself остаются одной из самых недооценённых групп, чьё влияние намного сильнее, чем думают большинство людей».

## Список композиций
Слова и музыка всех песен — Pop Will Eat Itself.
| №   | Название               | Длительность |
| --- | ---------------------- | ------------ |
| 1.  | «Back 2 Business»      | 1:18         |
| 2.  | «Chaos & Mayhem»       | 3:40         |
| 3.  | «Nosebleeder Turbo TV» | 4:02         |
| 4.  | «Captain Plastic»      | 3:09         |
| 5.  | «Mask»                 | 5:06         |
| 6.  | «Equal Zero»           | 4:38         |
| 7.  | «Oldskool Cool»        | 5:08         |
| 8.  | «Seek & Destoy»        | 4:27         |
| 9.  | «Disguise»             | 3:14         |
| 10. | «Wasted (Part 1)»      | 3:53         |
| 11. | «Wasted (Reprise)»     | 2:17         |

## Участники записи
- Грээм Крэбб — вокал, гитара, программирование, продюсирование
- Мэри Бэйкер — вокал, гитара
- Тим Маддимен — бас-гитара
- Джейсон Боулд — барабаны
- Роб Холлидей — гитара, микширование
- Стив Монти — программирование

## Позиции в чартах
| Чарт (2011)     | Высшая позиция |
| --------------- | -------------- |
| UK Albums Chart | 187            |